# Circus (álbum de Lenny Kravitz)
Circus é o quarto álbum de estúdio do cantor Lenny Kravitz, lançado em 1995.
| Críticas profissionais                                                      | Críticas profissionais |
| Avaliações da crítica                                                       | Avaliações da crítica  |
| Fonte                                                                       | Avaliação              |
| --------------------------------------------------------------------------- | ---------------------- |
| allmusic                                                                    | [ 1 ]                  |
| Rolling Stone                                                               | [ 2 ]                  |
| Esta tabela precisa de ser acompanhada por texto em prosa. Consulte o guia. |                        |

## Faixas
Todas as faixas por Lenny Kravitz, exceto onde anotado.
1. "Rock and Roll Is Dead" – 3:23
2. "Circus" (DeVeaux, Britten) – 4:48
3. "Beyond the 7th Sky" (Ross, Kravitz) – 4:54
4. "Tunnel Vision" – 4:19
5. "Can't Get You Off My Mind" – 4:34
6. "Magdalene" – 3:48
7. "God Is Love" (Kravitz, Kirsch) – 4:26
8. "Thin Ice" (Ross, Kravitz) – 5:33
9. "Don't Go and Put a Bullet in Your Head" – 4:22
10. "In My Life Today" (Ross, Kravitz) – 6:29
11. "The Resurrection" (Ross, Kravitz) – 4:28

## Desempenho nas paradas
Álbum